# Muriel (Fußballspieler)
Muriel (* 14. Februar 1987 in Novo Hamburgo; voller Name Muriel Gustavo Becker) ist ein brasilianischer Fußballtorhüter.

## Karriere

### Verein
Muriel spielte in seiner Jugend in den Jugendmannschaften des brasilianischen Erstligisten Internacional Porto Alegre, bevor er ab 2007 auch mit der Ersten Mannschaft trainierte. Jedoch war er erst nur Auswechseltorwart. Im Jahr 2009 wurde er daher jeweils ein halbes Jahr lang zu SER Caxias do Sul in die Série C und zu Portuguesa in die Série B ausgeliehen, um Spielpraxis zu sammeln. Anfang 2010 kehrte er zu Internacional Porto Alegre zurück, war jedoch immer noch Auswechseltorwart hinter Renan und Roberto Abbondanzieri. Nachdem Abbondanzieri im Januar 2011 seine Karriere beendet hatte, konnte Muriel Renan als Stammtorhüter verdrängen und war seitdem Stammkeeper. Zur Meisterschaft 2016 sollte sich dieses ändern, Muriel wurde im Tausch mit Marcelo Lomba bis Jahresende an den EC Bahia ausgeliehen. Mit dem Klub bestritt er in der Série B noch 22 Spiele. Am Ende der Saison kehrte Muriel zu Internacional zurück. Sein Kontrakt mit dem Klub endete im Mai 2017.
Nach Auslaufen seines Vertrages wechselte Muriel ablösefrei nach Portugal zu Belenenses Lissabon. Nach einer 1:8-Niederlage gegen Sporting Lissabon im Mai 2019, in welcher Muriel eine rote Karte erhielt und für mehrere Gegentore verantwortlich gemacht wurde, kam er bei Belenenses zu keinen Einsätzen mehr. Im Juli ging er dann nach Brasilien zurück.
Hier unterzeichnete er einen Kontrakt über drei Jahre bei Fluminense Rio de Janeiro.

### Nationalmannschaft
Muriel wurde zwischen 2006 und 2007 immer wieder für die U-20-Jugendnationalmannschaft nominiert und bestritt drei Spiele. Er qualifizierte sich mit der Auswahl für die U-20-Fußball-Weltmeisterschaft 2007 in Kanada, wo man jedoch im Achtelfinale nach Verlängerung gegen Spanien scheiterte.

## Erfolge
Nationalmannschaft
- U-20-Fußball-Südamerikameisterschaft: 2007

SC Internacional
- Recopa Sudamericana: 2011
- Staatsmeisterschaft von Rio Grande do Sul: 2008, 2011, 2012, 2013, 2014, 2015, 2016
- Copa Libertadores: 2010
- Recopa Gaúcha: 2016

Fluminense
- Taça Rio: 2020
- Taça Guanabara: 2022
- Staatsmeisterschaft von Rio de Janeiro: 2022

## Privates
Muriels jüngerer Bruder Alisson (* 1992) ist als Fußballtorhüter beim FC Liverpool und in der Nationalmannschaft aktiv.